# Quo vado?
Quo vado? è un film del 2016 co-scritto e diretto da Gennaro Nunziante.
Quarto film con protagonista Checco Zalone, in circa un mese e mezzo nelle sale ha incassato 65,4 milioni di euro, avvicinandosi al primato di Avatar di 68,7 milioni di euro circa e battendo il numero di spettatori del suo precedente film Sole a catinelle (8.5 milioni circa), avendo registrato più di 9,2 milioni di spettatori, detiene il record del film italiano con il maggiore incasso nella storia del botteghino nazione.

## Trama
In un luogo imprecisato della savana africana, Checco Zalone viene catturato da un gruppo di indigeni. Portato di fronte al capo tribù, Checco cerca di convincerlo a lasciarlo andare e fargli proseguire il suo viaggio, iniziando a raccontare la sua storia e il motivo per cui si trova lì.
Checco è un trentottenne pugliese che ha realizzato tutte le aspettative che aveva dalla sua vita, in quanto vive da sempre con i genitori in modo da evitare le responsabilità dell'indipendenza e non pagare affitti e bollette, non si è mai sposato ma è sempre stato fidanzato con Penelope per evitare le responsabilità del matrimonio e soprattutto è riuscito ad avere un lavoro sicuro ottenendo un posto fisso come dipendente pubblico: lavora infatti come funzionario nell'ufficio provinciale caccia e pesca del suo paese, Conversano, in cui timbra le licenze di cacciatori e pescatori, i quali, un po' per riconoscenza un po' per favoritismo, gli fanno dono di selvaggina e prodotti locali.
In questo modo Checco affronta una vita che fa invidia a tutti. Un giorno però tutto cambia, in quanto il governo vara la riforma della pubblica amministrazione che prevede un risparmio sui dipendenti pubblici, eliminandone molti. Checco, essendo celibe, senza invalidità e senza figli o parenti a carico, non rientra nelle categorie protette e deve perciò essere riassegnato; inizialmente pensa di correre ai ripari sposandosi, ma il suo ex capoufficio lo avverte che per evitare la riassegnazione avrebbe già dovuto essere già sposato all'entrata in vigore della legge. Convocato a Roma al ministero dalla spietata dirigente dottoressa Sironi, Checco è dunque messo di fronte a una scelta difficile: lasciare il posto fisso o mantenerlo venendo messo in mobilità e trasferito lontano da casa. Per Checco il posto fisso è sacro, quindi accetta il trasferimento.
Per tentare di convincerlo a dimettersi, la dottoressa Sironi lo fa trasferire diverse volte, in diverse località, a ricoprire ruoli sempre più improbabili e pericolosi, ma Checco si ambienta in ogni luogo, resiste a tutto e rifiuta gli indennizzi sempre più allettanti offerti dalla Sironi in caso di dimissioni, come consigliato dal suo idolo, l'anziano senatore Nicola Binetto, il politico che lo ha raccomandato per farlo entrare in provincia e che anni prima ha raccomandato anche suo padre e suo zio, il quale gli ricorda continuamente che il suo posto fisso è quanto di più prezioso possa avere.
A un certo punto la Sironi, stanca e infuriata, pur di farlo dimettere, lo trasferisce nel luogo più remoto ed inospitale che riesce a trovare: l'arcipelago delle Svalbard, in Norvegia, in una base scientifica italiana, con il compito di difendere i ricercatori dagli attacchi degli orsi polari. Dopo un giorno di lavoro lì, Checco è ormai deciso ad abbandonare il suo amato posto fisso, ma cambia idea quando conosce Valeria Nobili, la ricercatrice impiegata alla base che dovrebbe assistere. Checco e Valeria si innamorano e presto iniziano a convivere a casa di lei a Bergen, nella Norvegia continentale, insieme ai tre figli che la donna ha avuto da tre padri diversi e di tre nazionalità diverse. Nonostante lo shock iniziale, Checco si ambienta velocemente, uniformandosi alla "civiltà" e al rigore verso le leggi ambientaliste tipici dei paesi dell'Europa settentrionale.  
Nel frattempo in Italia scoppia un caso mediatico che coinvolge la pubblica amministrazione e il caso di Checco viene citato come esempio di spreco di denaro pubblico, in quanto lo stipendio, le indennità di trasferta e tutti gli altri costi sostenuti per far lavorare Checco in Norvegia risultano esorbitanti. Il ministro Magnu impone quindi alla dottoressa Sironi un ultimatum: o riuscirà a far dimettere Checco nell'immediato o sarà lei a pagarne le conseguenze. La Sironi vola quindi in Norvegia e propone a Checco un TFR notevole; in alternativa, verrà ri-trasferito in Italia.
Checco è quindi combattuto tra il lasciare il posto fisso ed il lasciare la donna che ama; grazie ad un ennesimo consiglio da parte del senatore Binetto, decide di mettersi in aspettativa per tre mesi e vi rimane finché, devastato dal gelido inverno norvegese e sempre più nostalgico, decide di tornare in Italia, portando Valeria e i suoi figli con lui. La Sironi, pressata dal ministro, colloca quindi Checco in Calabria, dove il protagonista si ambienta subito lavorando come Guardia Forestale e, insieme a Valeria, fonda una clinica veterinaria, che però dura poco: senza fondi, la donna decide di espatriare di nuovo assieme ai figli e lascia Checco, che ancora una volta mette il posto fisso davanti ai propri sentimenti. Approfittando di questo momento di sconforto dell'uomo, la dottoressa Sironi decide di fare un ultimo disperato tentativo: mentre Checco cena da solo, lo raggiunge, lo seduce, lo fa ubriacare e cerca in questo modo di fargli firmare inconsapevolmente il documento delle dimissioni, ma proprio in quel momento Checco riceve una chiamata da Binetto, che gli fa capire cosa sta succedendo e lo porta a scacciare la Sironi da casa sua, decidendo poi di mettersi in malattia per guadagnare tempo.
A questo punto le peripezie di Checco hanno fine: la Sironi, colpevole dello spreco di denaro causato dal non essere riuscita a far dimettere Checco, viene trasferita a Bolzano, mentre il protagonista torna a lavorare nell'ufficio caccia e pesca della sua provincia in Puglia, ora città metropolitana. Poco dopo, però, Checco riceve una chiamata da Valeria, che lo informa di essere in Africa e in attesa di una figlia di cui lui è il padre.
Ritornati al presente, il capo tribù, colpito dalla storia di Checco, accetta di lasciarlo andare, permettendogli di raggiungere Valeria, nella speranza che diventare padre possa cambiargli la vita e farlo diventare una persona migliore.
Dopo aver abbracciato la bimba, che chiamano Ines (nata in un ospedale da campo dove manca tutto), Checco decide finalmente di dimettersi e rinunciare al suo tanto amato posto fisso, a patto che la Sironi gli versi un indennizzo di 50.000 euro; dal momento che l'ultima offerta della Sironi a tale riguardo era di circa 31.000 euro, Checco le propone di aggiungere lei la cifra mancante.
La Sironi, molto contrariata, accetta e firma con rabbia un secondo assegno personale, augurando a Checco di spenderlo tutto in medicine; quest'ultimo accetta il consiglio ed utilizza il denaro proprio per comprare i farmaci necessari per l'ospedale. I dottori e infermieri africani allora realizzano un video di ringraziamento per la Sironi, che lo vede proprio un attimo prima di riottenere il suo posto di lavoro a Roma e si commuove, dimostrando al suo staff che anche lei è buona. Checco decide infine di continuare ad aiutare Valeria come veterinario di animali della savana e nei progetti umanitari.

## Produzione

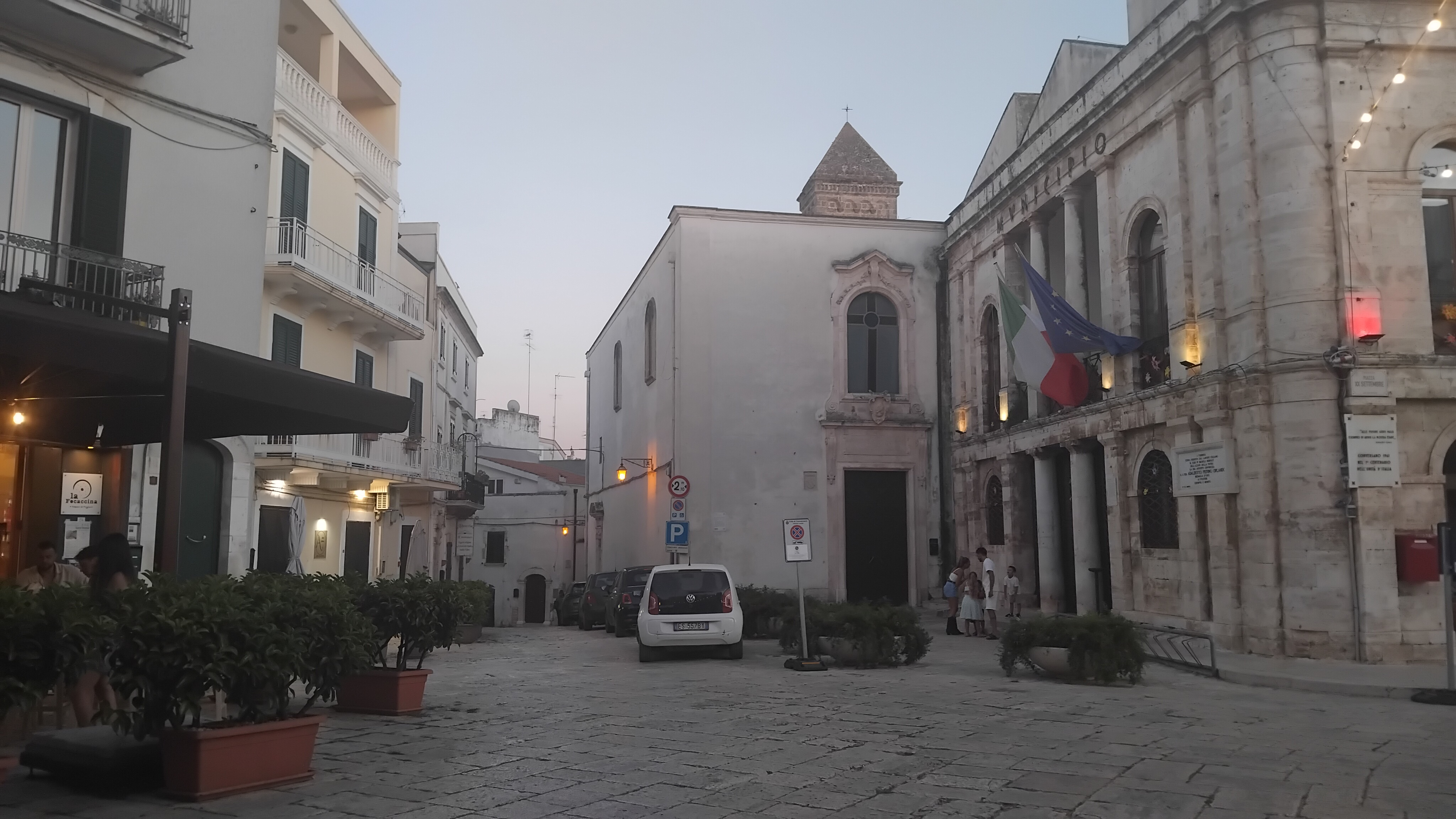
Il municipio di Conversano, dove nel film, Checco lavora come posto fisso

La produzione è stata realizzata da Medusa Film e Taodue, con un budget molto alto per un film italiano, che supera i 10 milioni di euro. Il film è stato girato nell'estate del 2015 in varie località italiane come Puglia (Conversano), Sardegna (Genoni), Calabria, Lampedusa, Val di Susa e al Parco Nazionale del Circeo; e in Norvegia, a Bergen e Ny-Ålesund, presso la Base artica Dirigibile Italia del Consiglio Nazionale delle Ricerche.

## Promozione
(Checco Zalone a Che tempo che fa sulla promozione di Quo vado?)
Per promuovere Quo vado?, Checco Zalone è stato ospite esclusivamente in Rai, il 20 dicembre 2015 da Fabio Fazio in Che tempo che fa e il 27 dicembre dello stesso anno ne L'Arena di Massimo Giletti.

## Distribuzione
Il film è uscito il 1º gennaio 2016 in oltre 900 sale italiane, distribuito da Medusa Film. L'11 agosto 2016 è uscito in Russia e in Spagna, venendo però ritirato dalle sale russe dopo una settimana per scarsità di incassi (solamente 290.000 euro). In Spagna, invece, il film fu particolarmente apprezzato incassando solo nel primo fine settimana 2 milioni di euro e classificandosi secondo al box-office nel paese iberico; in totale concluse con 3,9 milioni di euro. Il 22 aprile 2016 è stato distribuito in Regno Unito dalla Vue International, mentre il 13 ottobre dello stesso anno è approdato nei cinema di Australia e Nuova Zelanda, in entrambe le circostanze con il titolo Where am I Going?.

## Accoglienza

### Incassi
Il film ha detenuto per 4 anni il primato di maggiore incasso in Italia nel giorno d'esordio con oltre 6850000 € e il primato di migliore singola giornata, detenuto dal precedente film di Nunziante Sole a catinelle (record poi battuti nel 2020 dal quinto film dello stesso Zalone, Tolo Tolo). Nella sua terza giornata di programmazione il film batte se stesso incassando 7770000 €, miglior singola giornata di sempre. Alla fine del primo fine settimana risulta aver incassato 22248000 €, primato assoluto per l'Italia, battendo Sole a catinelle che ne aveva incassati 18606811 €.
Il 16 gennaio, con 52,1 milioni di euro d'incasso, supera il precedente primato stabilito da Sole a catinelle e diviene il secondo film col maggiore incasso di sempre in Italia, rendendolo il film italiano più visto del XXI secolo (con più di 9 milioni di biglietti venduti, battendo sempre Sole a catinelle, che deteneva questo primato), risultando inoltre il maggiore incasso dell'annata cinematografica in Italia alla fine della stagione 2015-2016. Rimasto nelle sale fino a fine marzo, ha incassato complessivamente 65365676 €. Al di là dei confini nazionali, i mercati maggiori erano Spagna ($ 2,9 milioni), Australia ($ 545 966), Argentina ($ 256 856), Uruguay ($ 120 804), Portogallo ($ 85 961) e Russia ($ 76 555), incassando in tutto il mondo quasi 76 milioni di dollari.

### Critica
Il film ha ricevuto recensioni positive da parte della critica. Federico Gironi di Coming Soon ha assegnato al film 3,5 stelle su 5.
Sull'aggregatore di recensioni Rotten Tomatoes ha un indice di gradimento del 60% basato su 5 recensioni.

## Riconoscimenti
- 2016 - David di Donatello
  - Candidatura alla migliore attrice non protagonista a Sonia Bergamasco
  - Candidatura alla migliore canzone originale (La prima repubblica) a Checco Zalone
  - Candidatura al David Giovani a Gennaro Nunziante
- 2016 - Nastro d'argento
  - Miglior produttore a Pietro Valsecchi
  - Candidatura alla migliore commedia a Gennaro Nunziante
  - Candidatura alla migliore attrice non protagonista a Sonia Bergamasco
  - Candidatura alla migliore canzone originale (La prima repubblica) a Checco Zalone
- 2016 - Globo d'oro
  - Candidatura alla migliore commedia a Gennaro Nunziante
- 2016 - Ciak d'oro
  - Migliore attrice non protagonista a Sonia Bergamasco[16]
  - Candidatura alla migliore canzone originale (La prima repubblica) a Checco Zalone
  - Candidatura al miglior produttore a Pietro Valsecchi
- 2016 - Bari International Film Festival
  - Premio Alida Valli - Migliore attrice non protagonista a Sonia Bergamasco

## Remake
In Francia è stato girato un remake del film nel 2022, con il titolo Employee of the Month (Irréductible) con protagonista Jérôme Commandeur.